# Liste der Baudenkmale im Landkreis Göttingen
Die Liste der Baudenkmale im Landkreis Göttingen enthält die nach dem Niedersächsischen Denkmalschutzgesetz geschützten Baudenkmale im niedersächsischen Landkreis Göttingen. 
Der Übersicht und Länge halber ist die Liste nach den Städten und Gemeinden des Landkreises separiert. Diese Einteilung findet sich in der folgenden Tabelle, in der zu jedem Eintrag, soweit möglich, ein exemplarisches Foto eines Baudenkmals aus der jeweiligen Stadt oder Gemeinde zu finden ist.
| Bild | Stadt/Gemeinde         | Karte | Liste                                                       | Ortsteile |
| ---- | ---------------------- | ----- | ----------------------------------------------------------- | --- |
|      | Adelebsen              |       | Liste der Baudenkmale in Adelebsen                          | - Adelebsen - Barterode - Eberhausen - Erbsen - Güntersen - Lödingsen - Wibbecke |
|      | Bad Grund              |       | Liste der Baudenkmale in Bad Grund (Harz)                   | - Bergstadt Bad Grund - Badenhausen - Eisdorf - Gittelde - Windhausen |
|      | Bad Lauterberg im Harz |       | Liste der Baudenkmale in Bad Lauterberg im Harz             | - Bad Lauterberg - Barbis - Bartolfelde - Osterhagen |
|      | Bad Sachsa             |       | Liste der Baudenkmale in Bad Sachsa                         | - Bad Sachsa - Neuhof - Nüxei - Steina - Tettenborn |
|      | Bilshausen             |       | Liste der Baudenkmale in Bilshausen                         | keine Ortsteillisten |
|      | Bodensee               |       | Liste der Baudenkmale in Bodensee (Landkreis Göttingen)     | keine Ortsteillisten |
|      | Bovenden               |       | Liste der Baudenkmale in Bovenden                           | - Billingshausen - Bovenden - Eddigehausen - Emmenhausen - Harste - Lenglern - Reyershausen - Spanbeck |
|      | Bühren                 |       | Liste der Baudenkmale in Bühren                             | |
|      | Dransfeld              |       | * Liste der Baudenkmale in Dransfeld                        | - Bördel - Dransfeld - Ossenfeld - Varmissen |
|      | Duderstadt             |       | Liste der Baudenkmale in Duderstadt                         | - Breitenberg - Brochthausen - Desingerode - Duderstadt - Esplingerode - Fuhrbach - Gerblingerode - Hilkerode - Immingerode - Langenhagen - Mingerode - Nesselröden - Tiftlingerode - Werxhausen - Westerode                                                                                |
|      | Ebergötzen             |       | Liste der Baudenkmale in Ebergötzen                         | - Ebergötzen - Holzerode |
|      | Elbingerode            |       | Liste der Baudenkmale in Elbingerode (bei Herzberg am Harz) | keine Ortsteillisten |
|      | Friedland              |       | Liste der Baudenkmale in Friedland (Niedersachsen)          | - Ballenhausen - Deiderode - Elkershausen - Friedland - Groß Schneen - Klein Schneen - Lichtenhagen - Ludolfshausen - Mollenfelde - Niedergandern - Niedergandern/Besenhausen - Niedergandern/Hottenrode - Niedernjesa - Niedernjesa/Reinshof - Reckershausen - Reiffenhausen - Stockhausen |
|      | Gieboldehausen         |       | Liste der Baudenkmale in Gieboldehausen                     | keine Ortsteillisten |
|      | Gleichen               |       | Liste der Baudenkmale in Gleichen                           | - Beienrode - Benniehausen - Bischhausen - Bremke - Diemarden - Etzenborn - Gelliehausen - Groß Lengden - Ischenrode - Kerstlingerode - Klein Lengden - Reinhausen - Rittmarshausen - Sattenhausen - Weißenborn - Wöllmarshausen                                                            |
|      | Göttingen              |       | Liste der Baudenkmale in Göttingen                          | keine Ortsteillisten |
|      | Hann. Münden           |       | Liste der Baudenkmale in Hann. Münden                       | - Bonaforth - Bursfelde - Gimte - Hann. Münden - Hedemünden - Hemeln - Hemeln-Bramburg - Hemeln-Glashütte - Hilwartshausen - Laubach - Lippoldshausen - Mielenhausen - Oberode - Volkmarshausen - Wiershausen                                                                               |
|      | Hattorf am Harz        |       | Liste der Baudenkmale in Hattorf am Harz                    | keine Ortsteillisten |
|      | Herzberg am Harz       |       | Liste der Baudenkmale in Herzberg am Harz                   | - Herzberg am Harz - Lonau - Pöhlde - Scharzfeld - Sieber |
|      | Hörden am Harz         |       | Liste der Baudenkmale in Hörden am Harz                     | keine Ortsteillisten |
|      | Jühnde                 |       | Liste der Baudenkmale in Jühnde                             | - Barlissen - Jühnde |
|      | Krebeck                |       | Liste der Baudenkmale in Krebeck                            | - Krebeck - Renshausen |
|      | Landolfshausen         |       | Liste der Baudenkmale in Landolfshausen                     | - Falkenhagen - Landolfshausen - Mackenrode - Potzwenden |
|      | Niemetal               |       | Liste der Baudenkmale in Niemetal                           | - Ellershausen - Imbsen - Löwenhagen - Varlosen |
|      | Obernfeld              |       | Liste der Baudenkmale in Obernfeld                          | keine Ortsteillisten |
|      | Osterode am Harz       |       | Liste der Baudenkmale in Osterode am Harz                   | - Osterode am Harz - Dorste - Förste - Nienstedt - Freiheit - Lasfelde - Lerbach - Marke - Schwiegershausen - Ührde |
|      | Rhumspringe            |       | Liste der Baudenkmale in Rhumspringe                        | - Lütgenhausen - Rhumspringe |
|      | Rollshausen            |       | Liste der Baudenkmale in Rollshausen                        | - Germershausen - Rollshausen |
|      | Rosdorf                |       | Liste der Baudenkmale in Rosdorf                            | - Atzenhausen - Dahlenrode - Dramfeld - Klein-Wiershausen - Lemshausen - Mengershausen - Obernjesa - Rosdorf - Settmarshausen - Sieboldshausen - Volkerode |
|      | Rüdershausen           |       | Liste der Baudenkmale in Rüdershausen                       | keine Ortsteillisten |
|      | Scheden                |       | Liste der Baudenkmale in Scheden                            | - Dankelshausen - Meensen - Scheden - Scheden |
|      | Seeburg                |       | Liste der Baudenkmale in Seeburg (Niedersachsen)            | - Bernshausen - Seeburg |
|      | Seulingen              |       | Liste der Baudenkmale in Seulingen                          | keine Ortsteillisten |
|      | Staufenberg            |       | Liste der Baudenkmale in Staufenberg (Niedersachsen)        | - Benterode - Dahlheim - Escherode - Landwehrhagen - Lutterberg - Nienhagen - Sichelnstein - Speele - Spiekershausen - Uschlag |
|      | Waake                  |       | Liste der Baudenkmale in Waake                              | - Bösinghausen - Waake |
|      | Walkenried             |       | Liste der Baudenkmale in Walkenried                         | - Walkenried - Wieda - Zorge |
|      | Wollbrandshausen       |       | Liste der Baudenkmale in Wollbrandshausen                   | keine Ortsteillisten |
|      | Wollershausen          |       | Liste der Baudenkmale in Wollershausen                      | keine Ortsteillisten |
|      | Wulften am Harz        |       | Liste der Baudenkmale in Wulften am Harz                    | keine Ortsteillisten |